# 스타니슬라프 체르체소프
스타니슬라프 살라모비치 체르체소프(러시아어: Станислав Саламович Черчесов, 1963년 9월 2일 ~ )는 러시아의 전직 축구 선수이자 현직 축구 지도자로 1990년부터 2002년까지 러시아 축구 국가대표팀의 일원으로 활약했으며 현재 카자흐스탄 축구 국가대표팀의 사령탑을 맡고 있다.

## 선수 시절
스파르타크 모스크바 시절에는 러시아 프리미어리그를 포함해 리그 우승 4회, 컵대회 우승, 그리고 오스트리아 분데스리가로 넘어가서 FC 티롤 인스부르크의 리그 3연패에 공언했다. 그리고 1989년, 1990년, 1992년 3번에 걸쳐 러시아 최고의 골키퍼에 선정되었고 통산 433경기에 출전했으며 2002년 선수 생활을 마감했다. 또한 1990년부터 2000년까지 10년간 러시아 축구 국가대표팀에서 49경기를 뛰었다.

## 지도자 시절
2002년 선수 생활 은퇴 후 2004년부터 2016년까지 12년동안 오스트리아, 러시아, 폴란드 등의 프로팀에서 감독 생활을 지냈으며 특히 레기아 바르샤바의 폴란드 리그와 리그컵 대회 우승에 기여했으며 2016년 러시아 축구 국가대표팀 감독으로 선임되어 자국에서 열린 2018년 FIFA 월드컵에서 1970년 대회 이후 48년만에 러시아를 8강에 올려놓았다.